# Maciej Hunia

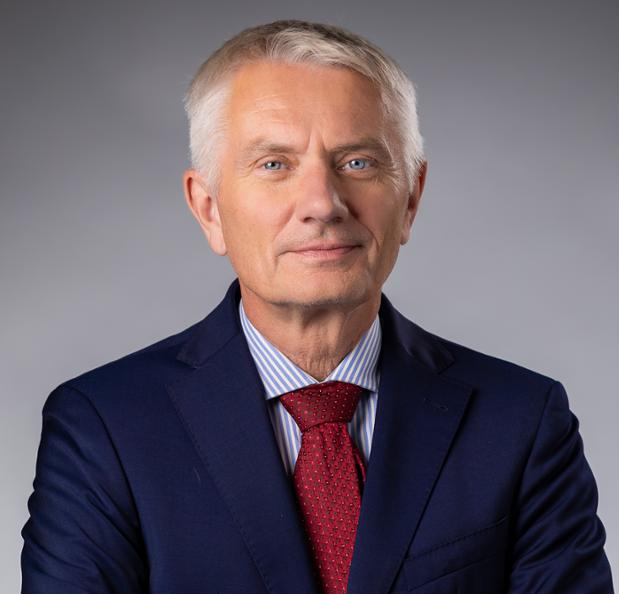
Maciej Hunia (2024)

Maciej Marek Hunia (* 25. Februar 1961 in Krakau) ist ein polnischer Nachrichtendienstler. Von 2008 bis 2015 war er Leiter des Auslandsgeheimdienstes Agencja Wywiadu. Seit Oktober 2024 ist er Geschäftsträger und seit April 2025 ist er Botschafter in Israel.
Hunia gehört zu den 89 Personen aus der Europäischen Union, gegen die Moskau in Zusammenhang mit der Annexion der Krim durch Russland  ein Einreiseverbot verhängt hat.